# 樋口靖
樋口 靖（ひぐち やすし、1968年8月14日 - ）は、日本の元俳優。愛知県名古屋市出身。ネオ・エージェンシーに所属していた。

## 人物
身長172cm。体重78kg。血液型はA型。
星城高等学校卒業。
趣味は乗馬、釣り、スノーボード。特技は殺陣、アクション、バイクレース、歌。
少林寺拳法弐段、剣道初段、筑波サーキットライセンス、富士スピードウェイライセンスの資格を持つ。

## 出演作品

### テレビドラマ
- 連続テレビ小説（NHK）
  - はっさい先生（1987年）
  - ファイト 第141話（2005年）
- 月影兵庫あばれ旅（テレビ東京）
- 12時間超ワイドドラマ / 次郎長三国志（1991年、テレビ東京）
- 岡っ引どぶ（1991年、フジテレビ）
- 近松青春日記（1991年、NHK）
- きっと誰かに逢うために（1996年、テレビ東京）
- 水曜ドラマ / 夜逃げ屋本舗（1999年、日本テレビ）
- スーパー戦隊シリーズ（テレビ朝日）
  - 救急戦隊ゴーゴーファイブ 第17話（1999年） - バス運転手
  - 爆竜戦隊アバレンジャー 第6話（2003年） - 清掃員
  - 特捜戦隊デカレンジャー 第37話（2004年） - 警官
- 衛星ドラマ劇場 / ゲームの達人（1999年、NHK BS11）
- 燃えろ!!ロボコン 第37話（1999年、テレビ朝日）
- 月曜ドラマスペシャル→月曜ミステリー劇場（TBS）
  - 万引きGメン・二階堂雪 第4作（1999年）
  - 弁護士高見沢響子 第7作（2005年）
- 永遠の仔 第4、5話（2000年、よみうりテレビ）
- ドラマDモード / 陰陽師 第1話（2001年、NHK）
- 仮面ライダーシリーズ（テレビ朝日）
  - 仮面ライダーアギト 第13話（2001年） - 新井運送配達員
  - 仮面ライダー剣 第31話（2004年） - 警官
- ウルトラシリーズ
  - ウルトラマンコスモス 第45話（2002年、MBS） - 防衛軍隊員
  - ウルトラマンメビウス 第37話（2006年、CBC） - コウキの父
- 松本清張没後10年特別企画・たづたづし（2002年、BSジャパン） - 消防士
- 精霊流し〜あなたを忘れない〜 第12、15話（2002年、NHK）
- 貫太ですッ!（2003年、フジテレビ）
- ホットマン'04春スペシャル（2004年、TBS）
- アットホーム・ダッド 第11話（2004年、フジテレビ）
- ディビジョン1 ステージ4『ハングリーキッド』 第4話（2004年、フジテレビ） - 堂本
- 一番大切な人は誰ですか? 第10話（2004年、日本テレビ）
- 水曜ミステリー9 / 二つの嘘〜同窓会殺人事件!（2005年、テレビ東京） - 福原満
- 19borders シーズン1 第43話（2005年、BS日テレ）
- 黄金の舌 / 地獄少女 第2話（2006年、日本テレビ）
- 土曜ドラマ / 新マチベン 〜オトナの出番〜 第4話（2007年、NHK）
- 相棒 Season6 第4話（2007年、テレビ朝日） - 警官
- ドリーム☆アゲイン 第6話（2007年、日本テレビ）
- あしたの、喜多善男〜世界一不運な男の、奇跡の11日間〜 第10、11話（2008年、関西テレビ） - 新宿東署刑事
- 鬼平犯科帳（中村吉右衛門版）（フジテレビ）
- 必殺シリーズ（テレビ朝日）
- IZI〜極道編〜（TBS）
- 部長刑事（ABC）
- 魔蔵

### テレビ番組
- 素敵!KEI-SHU5（関西テレビ）
- 探偵!ナイトスクープ（テレビ朝日）

### 映画
- バカヤロー! 私、怒ってます（1988年、松竹）
- 陽炎（1991年、松竹）
- 女殺油地獄（1992年、松竹）
- 豪姫（1992年、松竹）
- 眠らない街〜新宿鮫〜（1993年、東映）
- 免許がない!（1994年、東宝）
- ガメラ 大怪獣空中決戦（1995年、東宝）
- お墓がない!（1998年、松竹）
- 39 刑法第三十九条（1999年、松竹）
- WASABI（2001年、ヨーロッパ・コープ）
- 座頭市（2003年、松竹）
- バブルへGO!! タイムマシンはドラム式（2007年、東宝）
- さくらん（2007年、アスミック・エース） - 隠居の連れ
- 木枯らし紋次郎

### Vシネマ
- ○暴株式会社 （1993年）
- 東京魔悲夜（マフィア）（1995年）
- LAST BRONX 東京番外地（1996年）
- 実録シリーズ
  - 実録・土佐游侠外伝 鯨道2、12（2000年）
  - 実録・日本やくざ烈伝 義戦 昇華編（2001年） - 長田昭一
  - 実録・義戦5・6〜瀬戸内ヤクザ戦争（2003年）
- 静かなるドン3（2003年）
- となりの凡人組2（2007年）
- ドッグ・ファイト
- エコエコアザラク2
- ビー・バップ・ハイスクール8
- はいすくーる仁義
- パッパカパー

### VP
- 安全衛生教育ビデオシリーズ〜ザ・職長V

### CM
- サントリー
  - スーパーチューハイ
  - スーパーチューハイ「ボクシング編」
- キリン ラガービール「お疲れ・秋篇」（2001年） - 新米パパ
- 富士フイルム・テスト撮影（2002年）
- 東京メトロ（2005年）
- 和歌山みかんジュース
- パナソニック

### PV
- OZROSAURUS

### 舞台
- 松平健 / 暴れん坊将軍
- 西城秀樹 / 明法院
- 新派公演
- 里見浩太郎 / 月形半平太
- 市川猿之助 / スーパー歌舞伎